# アラヤシキの住人たち
『アラヤシキの住人たち』（あらやしきのじゅうにんたち）は、2015年5月1日公開の日本映画。 

## スタッフ
- 監督：本橋成一
- 撮影：一之瀬正史
- プロデューサー：大槻貴宏
- 編集：石川翔平
- 録音・MA：石川雄三
- 製作：ポレポレタイムス社

## DVDリリース・派生作品
- 2015年、ポレポレタイムス社よりDVD版が発売。
- 2015年3月、農山漁村文化協会より写真絵本が発売。